# Matteo Spagnolo
Matteo Spagnolo (Brindisi, 10 gennaio 2003) è un cestista italiano, di ruolo playmaker.

## Carriera

### Club
Cresciuto con Mens Sana Mesagne e Stella Azzurra Roma, con cui ha esordito in Serie B a soli 14 anni, nel 2018 passa al Real Madrid, diventando così il primo giocatore italiano a militare nel settore giovanile dei blancos.
Per la stagione 2021-2022 viene ceduto in prestito alla Vanoli Cremona, dove chiude la stagione con oltre 12 punti di media che gli consente di venir nominato come miglior Under-22 del campionato.
Il 23 giugno 2022 è stato scelto dai Minnesota Timberwolves con la 50ª scelta assoluta al Draft NBA 2022. Disputa con la squadra di Minneapolis la NBA Summer League 2022, ma non viene ingaggiato. Il 28 luglio 2022 è ufficializzato il suo passaggio all'Aquila Trento, in prestito dal Real Madrid.Nel 2023 viene ceduto all'Alba Berlin, dove milita tutt'ora. Per un infortunio non riesce a partecipare al preolimpico della nazionale

### Nazionale
Con l'Italia under 16 partecipa a due edizioni del Campionato europeo di categoria, vincendo il bronzo nel 2019 e venendo inserito nel miglior quintetto della manifestazione.
Il 20 febbraio 2020 ha debuttato con la nazionale maggiore, all'età di 17 anni, un mese e 10 giorni (diventando così il terzo più giovane esordiente della storia degli Azzurri), in occasione della partita di qualificazione all'Europeo 2021 vinta per 83-64 contro la Russia, segnando 3 punti.
Nell'agosto del 2023, viene incluso dal commissario tecnico Gianmarco Pozzecco nella rosa italiana partecipante ai Mondiale maschili di pallacanestro in Giappone, Filippine e Indonesia, in cui gli azzurri concludono all'ottavo posto in seguito alle gare di piazzamento.

## Statistiche

### Club
| Anno      | Squadra        | PG | PT | MP   | TC%  | 3P%  | TL%  | RP  | AP  | PRP | SP  | PP   |
| --------- | -------------- | -- | -- | ---- | ---- | ---- | ---- | --- | --- | --- | --- | ---- |
| 2017–2018 | Stella Azzurra | 14 | 0  | 6,9  | 43,0 | 31,0 | 84,0 | 1,6 | 0,4 | 0,2 | 0,0 | 2,5  |
| 2019–2020 | Real Madrid B  | 17 | 17 | 28,8 | 55,2 | 35,7 | 85,5 | 4,7 | 3,0 | 0,9 | 0,2 | 16,0 |
| 2020–2021 | Real Madrid B  | 10 | 10 | 27,2 | 45,5 | 37,5 | 70,0 | 5,4 | 2,6 | 1,1 | 0,1 | 14,3 |
| 2021–2022 | Vanoli Cremona | 16 | 16 | 25,7 | 51,4 | 45,0 | 78,9 | 3,4 | 2,6 | 0,6 | 0,0 | 12,1 |

### Eurolega
| Anno      | Squadra      | PG | PT | MP   | TC%  | 3P%  | TL%  | RP  | AP  | PRP | SP  | PP  |
| --------- | ------------ | -- | -- | ---- | ---- | ---- | ---- | --- | --- | --- | --- | --- |
| 2023-2024 | Alba Berlino | 25 | 17 | 20,5 | 39,0 | 22,2 | 87,8 | 2,2 | 3,4 | 0,3 | 0,0 | 7,3 |
| 2024-2025 | Alba Berlino | 27 | 14 | 20,7 | 41,2 | 26,1 | 79,7 | 2,0 | 3,8 | 0,5 | 0,0 | 9,6 |
| Carriera  | Carriera     | 53 | 31 | 20,6 | 40,1 | 24,1 | 83,8 | 2,1 | 3,6 | 0,4 | 0,0 | 8,4 |

### Eurocup
| Anno      | Squadra       | PG | PT | MP   | TC%  | 3P%  | TL%  | RP  | AP  | PRP | SP  | PP   |
| --------- | ------------- | -- | -- | ---- | ---- | ---- | ---- | --- | --- | --- | --- | ---- |
| 2022-2023 | Aquila Trento | 13 | 7  | 26,4 | 41,0 | 27,8 | 82,9 | 3,6 | 4,3 | 0,9 | 0,1 | 11,8 |
| Carriera  | Carriera      | 13 | 7  | 26,4 | 41,0 | 27,8 | 82,9 | 3,6 | 4,3 | 0,9 | 0,1 | 11,8 |

### Nazionale
| Cronologia completa delle presenze e dei punti in Nazionale - Italia | Cronologia completa delle presenze e dei punti in Nazionale - Italia | Cronologia completa delle presenze e dei punti in Nazionale - Italia | Cronologia completa delle presenze e dei punti in Nazionale - Italia | Cronologia completa delle presenze e dei punti in Nazionale - Italia | Cronologia completa delle presenze e dei punti in Nazionale - Italia | Cronologia completa delle presenze e dei punti in Nazionale - Italia | Cronologia completa delle presenze e dei punti in Nazionale - Italia |
| Data                                                                 | Città                                                                | In casa                                                              | Risultato                                                            | Ospiti                                                               | Competizione                                                         | Punti                                                                | Note                                                                 |
| -------------------------------------------------------------------- | -------------------------------------------------------------------- | -------------------------------------------------------------------- | -------------------------------------------------------------------- | -------------------------------------------------------------------- | -------------------------------------------------------------------- | -------------------------------------------------------------------- | -------------------------------------------------------------------- |
| 20/02/2020                                                           | Napoli                                                               | Italia                                                               | 83 - 64                                                              | Russia                                                               | Qual. Euro 2022                                                      | 3                                                                    | [ 14 ]                                                               |
| 23/02/2020                                                           | Tallinn                                                              | Estonia                                                              | 81 - 87                                                              | Italia                                                               | Qual. Euro 2022                                                      | 0                                                                    | [ 15 ]                                                               |
| 18/02/2021                                                           | Perm'                                                                | Italia                                                               | 92 - 84                                                              | Macedonia del Nord                                                   | Qual. Euro 2022                                                      | 0                                                                    | [ 16 ]                                                               |
| 19/02/2021                                                           | Perm'                                                                | Italia                                                               | 101 - 105 dts                                                        | Estonia                                                              | Qual. Euro 2022                                                      | 9                                                                    | [ 17 ]                                                               |
| 21/02/2021                                                           | Perm'                                                                | Macedonia del Nord                                                   | 87 - 78                                                              | Italia                                                               | Qual. Euro 2022                                                      | 7                                                                    | [ 18 ]                                                               |
| 18/06/2021                                                           | Amburgo                                                              | Italia                                                               | 82 - 56                                                              | Tunisia                                                              | Torneo amichevole                                                    | 2                                                                    | [ 19 ]                                                               |
| 19/06/2021                                                           | Amburgo                                                              | Italia                                                               | 83 - 71                                                              | Rep. Ceca                                                            | Torneo amichevole                                                    | 0                                                                    | [ 20 ]                                                               |
| 20/06/2021                                                           | Amburgo                                                              | Germania                                                             | 91 - 79                                                              | Italia                                                               | Torneo amichevole                                                    | 9                                                                    | [ 21 ]                                                               |
| 26/11/2021                                                           | San Pietroburgo                                                      | Russia                                                               | 92 - 78                                                              | Italia                                                               | Qual. Mondiali 2023                                                  | 0                                                                    | [ 22 ]                                                               |
| 24/02/2022                                                           | Hafnarfjörður                                                        | Islanda                                                              | 107 - 105 dts                                                        | Italia                                                               | Qual. Mondiali 2023                                                  | 2                                                                    | [ 23 ]                                                               |
| 27/02/2022                                                           | Bologna                                                              | Italia                                                               | 95 - 87                                                              | Islanda                                                              | Qual. Mondiali 2023                                                  | 0                                                                    | [ 24 ]                                                               |
| 04/08/2023                                                           | Trento                                                               | Italia                                                               | 90 - 89 dts                                                          | Turchia                                                              | Torneo amichevole                                                    | 7                                                                    | [ 25 ]                                                               |
| 05/08/2023                                                           | Trento                                                               | Italia                                                               | 79 - 61                                                              | Cina                                                                 | Torneo amichevole                                                    | 13                                                                   | [ 26 ]                                                               |
| 09/08/2023                                                           | Atene                                                                | Italia                                                               | 89 - 88                                                              | Serbia                                                               | Torneo Acropolis 2023                                                | 12                                                                   | [ 27 ]                                                               |
| 10/08/2023                                                           | Atene                                                                | Grecia                                                               | 70 - 74                                                              | Italia                                                               | Torneo Acropolis 2023                                                | 6                                                                    | [ 28 ]                                                               |
| 13/08/2023                                                           | Ravenna                                                              | Italia                                                               | 98 - 65                                                              | Porto Rico                                                           | Amichevole                                                           | 15                                                                   | [ 29 ]                                                               |
| 20/08/2023                                                           | Shenzhen                                                             | Italia                                                               | 93 - 87                                                              | Brasile                                                              | Torneo amichevole                                                    | 8                                                                    | [ 30 ]                                                               |
| 21/08/2023                                                           | Shenzhen                                                             | Italia                                                               | 88 - 81                                                              | Nuova Zelanda                                                        | Torneo amichevole                                                    | 14                                                                   | [ 31 ]                                                               |
| 25/08/2023                                                           | Santa Maria                                                          | Angola                                                               | 67 - 81                                                              | Italia                                                               | Mondiali 2023 - 1ª fase a gironi                                     | 0                                                                    | [ 32 ]                                                               |
| 27/08/2023                                                           | Quezon City                                                          | Italia                                                               | 82 - 87                                                              | Rep. Dominicana                                                      | Mondiali 2023 - 1ª fase a gironi                                     | 4                                                                    | [ 33 ]                                                               |
| 29/08/2023                                                           | Quezon City                                                          | Filippine                                                            | 83 - 90                                                              | Italia                                                               | Mondiali 2023 - 1ª fase a gironi                                     | 0                                                                    | [ 34 ]                                                               |
| 01/09/2023                                                           | Quezon City                                                          | Serbia                                                               | 76 - 78                                                              | Italia                                                               | Mondiali 2023 - 2ª fase a gironi                                     | 0                                                                    | [ 35 ]                                                               |
| 03/09/2023                                                           | Quezon City                                                          | Italia                                                               | 73 - 57                                                              | Porto Rico                                                           | Mondiali 2023 - 2ª fase a gironi                                     | 0                                                                    | [ 36 ]                                                               |
| 05/09/2023                                                           | Pasay                                                                | Italia                                                               | 63 - 100                                                             | Stati Uniti                                                          | Mondiali 2023 - Quarti                                               | 0                                                                    | [ 37 ]                                                               |
| 07/09/2023                                                           | Pasay                                                                | Italia                                                               | 82 - 87                                                              | Lettonia                                                             | Mondiali 2023 - Semifinale 5º-8º posto                               | 4                                                                    | [ 38 ]                                                               |
| 09/09/2023                                                           | Pasay                                                                | Italia                                                               | 85 - 89                                                              | Slovenia                                                             | Mondiali 2023 - Finale 7º-8º posto                                   | 6                                                                    | [ 39 ]                                                               |
| 20/02/2025                                                           | Istanbul                                                             | Turchia                                                              | 67 - 80                                                              | Italia                                                               | Qual. Euro 2025                                                      | 14                                                                   | [ 40 ]                                                               |
| 23/02/2025                                                           | Reggio Calabria                                                      | Italia                                                               | 67 - 71                                                              | Ungheria                                                             | Qual. Euro 2025                                                      | 14                                                                   | [ 41 ]                                                               |
| 02/08/2025                                                           | Trento                                                               | Italia                                                               | 87 - 61                                                              | Islanda                                                              | Torneo amichevole                                                    | 1                                                                    | [ 42 ]                                                               |
| 03/08/2025                                                           | Trento                                                               | Italia                                                               | 80 - 56                                                              | Senegal                                                              | Torneo amichevole                                                    | 6                                                                    | [ 43 ]                                                               |
| 09/08/2025                                                           | Trieste                                                              | Italia                                                               | 91 - 75                                                              | Lettonia                                                             | Amichevole                                                           | 12                                                                   | [ 44 ]                                                               |
| 14/08/2025                                                           | Bologna                                                              | Italia                                                               | 84 - 72                                                              | Argentina                                                            | Amichevole                                                           | 18                                                                   | [ 45 ]                                                               |
| Totale                                                               |                                                                      | Presenze                                                             | 32                                                                   |                                                                      | Punti                                                                | 186                                                                  |                                                                      |

## Palmarès

### Squadra

#### Competizioni giovanili
- Euroleague Basketball Next Generation Tournament: 2

Real Madrid: 2019, 2021

### Nazionale
- Europei Under-16:
 Italia 2019

### Individuale
- Miglior U-22 della Serie A: 2

Cremona: 2021-2022
Trento: 2022-2023

#### Nazionale
- All-Tournament First Team: 1

2019